# Psammocora superficialis
Psammocora superficialis là một loài san hô trong họ Siderastreidae. Loài này được Gardiner mô tả khoa học năm 1898.